# U-21サッカーボスニア・ヘルツェゴビナ代表
U-21サッカーボスニア・ヘルツェゴビナ代表（U-21サッカーボスニア・ヘルツェゴビナだいひょう、ボスニア語: Nogometna reprezentacija Bosne i Hercegovine U-21, 英語: Bosnia and Herzegovina national under-21 football team）は、ボスニア・ヘルツェゴビナサッカー連盟によって編成されるボスニア・ヘルツェゴビナのサッカーの21歳以下のナショナルチームである。21歳以下を対象とするUEFA U-21欧州選手権に出場するためのチームである。

## 概要
1996年、ボスニア・ヘルツェゴビナサッカー連盟がFIFAとUEFAに加盟したため、同年にU-21ボスニア・ヘルツェゴビナ代表が設立された。
U-21ボスニア・ヘルツェゴビナ代表はUEFA U-21欧州選手権へ出場したことはない。最も本大会出場に近づいたのは、2007年大会であるが、本大会出場プレーオフでU-21チェコ代表に2試合合計1-2で敗れたため、本大会初出場は叶わなかった。

## UEFA U-21欧州選手権の成績
| 年   | 結果                          | 試       | 勝       | 分       | 負       | 得       | 失       |
| ---- | ----------------------------- | -------- | -------- | -------- | -------- | -------- | -------- |
| 1998 | 予選敗退                      | 予選敗退 | 予選敗退 | 予選敗退 | 予選敗退 | 予選敗退 | 予選敗退 |
| 2000 | 予選敗退                      | 予選敗退 | 予選敗退 | 予選敗退 | 予選敗退 | 予選敗退 | 予選敗退 |
| 2002 | 予選敗退                      | 予選敗退 | 予選敗退 | 予選敗退 | 予選敗退 | 予選敗退 | 予選敗退 |
| 2004 | 予選敗退                      | 予選敗退 | 予選敗退 | 予選敗退 | 予選敗退 | 予選敗退 | 予選敗退 |
| 2006 | 予選敗退                      | 予選敗退 | 予選敗退 | 予選敗退 | 予選敗退 | 予選敗退 | 予選敗退 |
| 2007 | 予選敗退                      | 予選敗退 | 予選敗退 | 予選敗退 | 予選敗退 | 予選敗退 | 予選敗退 |
| 2009 | 予選敗退                      | 予選敗退 | 予選敗退 | 予選敗退 | 予選敗退 | 予選敗退 | 予選敗退 |
| 2011 | 予選敗退                      | 予選敗退 | 予選敗退 | 予選敗退 | 予選敗退 | 予選敗退 | 予選敗退 |
| 2013 | 予選敗退                      | 予選敗退 | 予選敗退 | 予選敗退 | 予選敗退 | 予選敗退 | 予選敗退 |
| 2015 | 予選敗退                      | 予選敗退 | 予選敗退 | 予選敗退 | 予選敗退 | 予選敗退 | 予選敗退 |
| 2017 | 予選敗退                      | 予選敗退 | 予選敗退 | 予選敗退 | 予選敗退 | 予選敗退 | 予選敗退 |
| 2019 | 予選敗退                      | 予選敗退 | 予選敗退 | 予選敗退 | 予選敗退 | 予選敗退 | 予選敗退 |
| 2021 | 予選敗退                      | 予選敗退 | 予選敗退 | 予選敗退 | 予選敗退 | 予選敗退 | 予選敗退 |
| 通算 | 最高成績 : - 13大会中/0回出場 | 0        | 0        | 0        | 0        | 0        | 0        |

## 歴代監督
- ネルミン・ハジアメトヴィッチ 1996-1998
- ミショ・スマイロヴィッチ 1998
- シェネル・バイラモヴィッチ 1998-2001
- アドミル・スマイッチ 2001-2002
- イブラヒム・ズカノヴィッチ 2002-2007
- ニコラ・ニキッチ 2007-2008
- ブラニミル・トゥリッチ 2008-2011
- ヴラド・ヤゴディッチ 2011-2014
- ダルコ・ネストロヴィッチ 2014-2016
- ヴィンコ・マリノヴィッチ 2017-2019
- スロボダン・スタルチェヴィッチ 2020-